# Idmonea watersi
Idmonea watersi är en mossdjursart som beskrevs av Arnold Girard Kluge 1946. Idmonea watersi ingår i släktet Idmonea och familjen Idmoneidae. Inga underarter finns listade i Catalogue of Life.